# Aymaresmus fuscatus
Aymaresmus fuscatus är en mångfotingart som beskrevs av Chamberlin 1941. Aymaresmus fuscatus ingår i släktet Aymaresmus och familjen Platyrhacidae. Inga underarter finns listade i Catalogue of Life.